# Naraka: Bladepoint
Naraka: Bladepoint este un joc acțiune-aventură battle royale dezvoltat de 24 Entertainment și publicat de NetEase Games Montreal.

## Modalitate de joc:
Naraka: Bladepoint este un joc de Battle Royale în care până la 60 de jucători se luptă pentru a fi ultimul în picioare. Jocul încorporează luptă corp la corp inspirată de artele marțiale și are un sistem de luptă piatră-hârtie-foarfece. Sunt presente arsenale vaste de arme corp la corp și arme la distanță din care să poate alege, precum și un cârlig de luptă care poate fi folosit atât pentru luptă, cât și pentru traversare. În plus, fiecare erou are abilități și talente unice, permițând personalizarea pentru a se potrivi stilului de joc.
Naraka: Bladepoint își stabilește sediul pe „Insula Morus”, unde eroii se adună pentru luptă.  Jucătorii pot sta la coadă pentru jocuri individuale, în echipă de doi sau de trei[1] și pot alege dintre mai mult de nouă personaje diferite, fiecare având două abilități (F skill și Ultimate).
Printre cele nouă personaje, „Kurumi Tsuchimikado” se bazează pe arhetipul Onmyoji.

## Personaje:
Naraka: Bladepoint, în present are 9 personaje disponibile, cu cea mai nouă adăugare pe 11 noiembrie 2021 a lui Yueshan.
Viper Ning:
Viper Ning, Blind Blademaster din West Yushan, a cui sânge a fost variat cu otravă letală de mult timp. Ea stă în vârful prăpastiei întregii omeniri, cu lamele ei mereu pregătite. Oricât de frumoasă este ea, pe cât de mortală este, ochii ei nu vor privi niciodată această lume până când timpul destinului se va apropia.
Kurumi Tsuchimikado: 
Kurumi, cunoscut sub numele de Floarea Helioth, este dintr-o linie străveche de maeștri Onmyoji. Kurumi a plecat din patria ei și s-a îmbarcat în aventura vieții.
Matari: 
Cu abilitățile ei perfecționate de furtunile din deșert, Matari este la fel de iute ca un șoim. Atingând noi culmi stăpânind o artă străveche și secretă, ea cutreieră acum ruinele ca un diavol-fantomă.
Tarka Ji:
Trăiește repede, bea bine și fii vesel. Numelui Bețiului Loial, să potriveste cu un bărbat cu dragoste pentru libertate. Spiritul său nestăpânit îi dă putere în fața adversității. Drumul de urmat este plin de greutăți, dar oricât de provocator îl va înfrunta cu sabia în mână.
Temulch: 
Pajiștile vor fi stârnite de furtuni furioase în ziua în care Temulch își va trezi puterea interioară. Legendele sale ancestrale sunt arse în mintea lui, iar gloria pe care o caută este atât de aproape încât o poate deja gusta. Lupul Gri va lovi din nou.
Tianhai:
Călătoriile lui Tianhai în jurul lumii l-au ajutăt să-și descopere adevărata chemare: să salveze lumea – și cu orice preț. Acest călugăr umil se transformă într-un războinic colosal Vajra, respins de o furie nestăpânită. Toți cei care stau în calea lui vor simți.
Yoto Hime (Onmyoji Crossover):
Nimeni nu poate scăpa de loviturile de la lama ei demonică, iar ea lasă o urmă de cadavre în urma ei. Când praful se așează, ea devine din nou îngreunată de vinovăție și tot sângele pe mâini. Uneori puterea mare nu este deloc un lucru bun. Este o povară care trebuie purtată și controlată.
Valda Cui: 
Valda Cui preia comanda mării, iar abilitatea ei eliberează închisori de apă care uimesc inamicii atunci când sunt atinse. Când Valda Cui își folosește capacitatea supremă, ea canalizează puterea dragonului de mare, dezlănțuind un val masiv de apă peste câmpul de luptă.
Yueshan:
Yueshan se bazează pe istoria Chinei din perioada statelor beligerante. Abilitățile lui Yueshan includ încărcarea cu umărul asupra adversarilor și doborarea lor pentru a obține prima lovitură. Abilitatea supremă a lui Yueshan îl transformă, de asemenea, într-un războinic de teracotă, a cărui halbert letal poate tăia cu ușurință inamicii din calea lui.

## Dezvoltare:
Versiunea mobilă este în curs de dezvoltare, și menită să ofere experiența de joc de luptă axată pe corp la corp pentru jucători la nivel global. Echipa Netease Thunderfire UX este responsabilă pentru UI și design UX pentru versiunea sa mobilă.
Pe 5 noiembrie 2021, 24 Entertainment a anunțat premierul NARAKA: BLADEPOINT World Championship (NBWC), complet cu un fond de premii de 1,5 milioane USD. NBWC inaugural va avea loc la începutul anului viitor.
Naraka: Bladepoint a sosit oficial pe console și are un joc PS5 din luptele centrate pe corp la corp pentru a le arăta jucătorilor cum îl pot juca pe seria PS și seria Xbox. Echipa Netease Thunderfire este responsabilă pentru dezvoltarea versiunii PS5 a lui Naraka: Bladepoint.
Naraka: Bladepoint, împreună cu multe alte titluri, a fost anunțat oficial în timpul ceremoniei Game Awards 2019 din 12 decembrie 2019.

## Lansare:
La trei luni de la lansare, Naraka: Bladepoint a vândut peste 6 milioane de exemplare la nivel global, făcându-l unul dintre cele mai rapid vândute jocuri pentru PC din China.
Noul sezon al Naraka: Bladepoint, Cavalry, va începe pe 10 noiembrie 2021, prezentând doi eroi noi, dintre care Yueshan, împreună cu o nouă armă de corp la corp și diverse articole cosmetice. Prețul noului permis de luptă va rămâne același ca în sezonul precedent, iar limita nivelului de permis de luptă va fi extinsă de la 110 la 130.
Jucătorii vor primi, de asemenea, pumnalul The Equestrian Blade în joc ca mulțumire pentru sprijinul lor continuu. 24 Entertainment a făcut echipă cu Muzeul de Artă al Armelor Antice Chineze pentru a restaura acest pumnal și a reușit să-l reproducă în Naraka: Bladepoint, Cavalry.
2021.8 Lansare globală cu mai mult de 10 versiuni lingvistice. Echipa NetEase Thunderfire UX a făcut cercetări despre utilizatori și design UX pentru Naraka: Bladepoint încă de la primul său prototip.

## Reception
Naraka: Bladepoint  a fost nominalizat ca Cel mai bun joc multiplayer 2021 de la Golden Joystick Awards pe 19 octombrie 2021, care este unul dintre cele mai vechi premii pentru jocuri la nivel mondial.